# Juegos Píticos
Los Juegos Píticos (en griego antiguo: τά Πύθια, romanizado: ta Pythia) fueron uno de los cuatro Juegos Panhelénicos con los de Olimpia, los de Nemea y los del istmo de Corinto. Fueron realizados en el estadio de Delfos, y eran consagrados a Apolo; se daba como premio una corona de laurel.

## Origen mítico

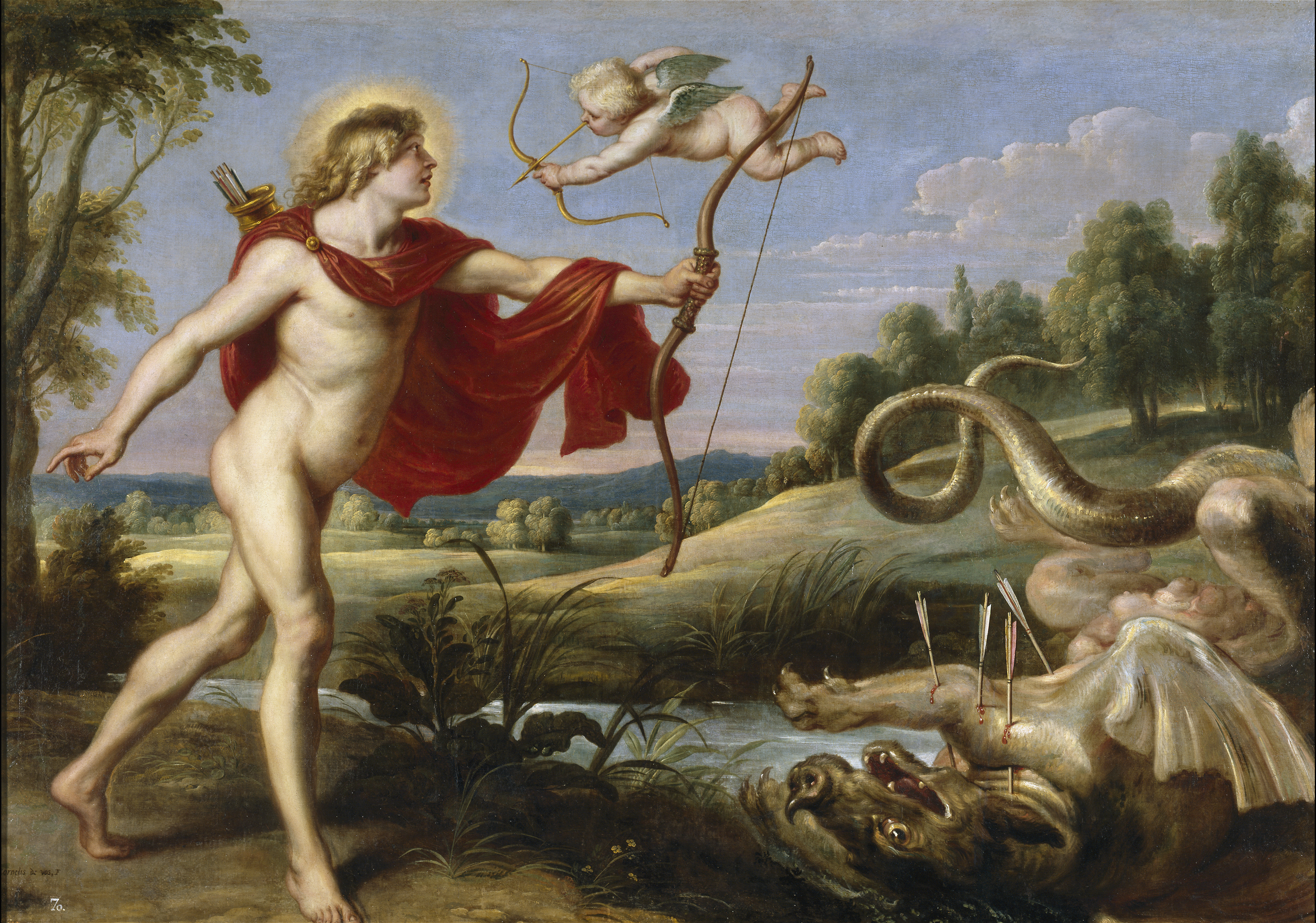
Apolo matando a Pitón, obra de Cornelis de Vos. Madrid, Museo del Prado.

La competición debe su nombre al lugar, que se llamaba Pito, bien por las preguntas (punthanesthai) que le hacían los visitantes del oráculo, bien porque el animal que allí murió se estaba pudriendo (punthesthai).
Como los otros grandes juegos, también en su origen eran unos juegos fúnebres (agon epitaphios). Hay diferentes tradiciones sobre su origen mítico: La más difundida relata que los implantó el propio Apolo, tras haber matado a Pitón y haber colocado sus huesos en un caldero dentro de su templo. Una variante de esta tradición señala que Apolo fue enviado por Zeus al valle del Tempe (Tesalia) a purificarse por esta muerte y regresó a Delfos para apoderarse del oráculo con una corona de laurel de Tempe y una rama en su mano derecha. Por eso a los vencedores de los Juegos Píticos se les premiaba con una corona de laurel. Pausanias relacionaba el premio del laurel, en cambio, con el relato mítico de Apolo y Dafne.
Una tradición alternativa decía que los había fundado Diomedes en honor de Apolo y otra versión indica que los juegos se celebraban en honor de Neoptólemo, hijo de Aquiles, que había sido asesinado en el templo de Apolo Pitio por Orestes.

## Inicios
En los primeros tiempos se celebraban cada 8 años. Este ciclo de 2.920 días correspondía exactamente a 99 lunas y representaba un muy largo año.
Estos primeros juegos consistían únicamente en un concurso musical, donde cada candidato cantaba un himno en honor de Apolo, acompañándose de una lira. La primera vencedora fue Crisótemis de Creta, hija de Carmánor. Después de Crisótemis se cita como vencedor a Filamón y después a Támiris. Así lo comenta Pausanias, que añade que Hesíodo no pudo tomar parte en la prueba porque no se sabía acompañar con la cítara, y que Homero no participaba porque era ciego.
Los Juegos Píticos tomaron su forma definitiva después de la llamada primera guerra sagrada: hacia el 595 a. C. los habitantes de la cercana Cirra querían controlar el rico santuario de Delfos. Los habitantes de Delfos pidieron ayuda a los anfictiones, un grupo de 12 etnias relacionado inicialmente con el culto a Deméter en Tesalia. Cirra fue vencida y los anfictiones pasaron a administrar el santuario a partir de 590 a. C.
En el 586 a. C. los anfictiones que dirigían el santuario repartieron junto a los premios para la citarodia, el canto con acompañamiento de cítara, premios para la aulodia, canto con acompañamiento de oboe (aulos) y para oboe solo. En ese año, Sacadas de Argos ganó esta competición con el «nomo pítico», canto en el cual se escenificaba con sonidos la lucha de Apolo contra Pitón.

## Comienzo oficial

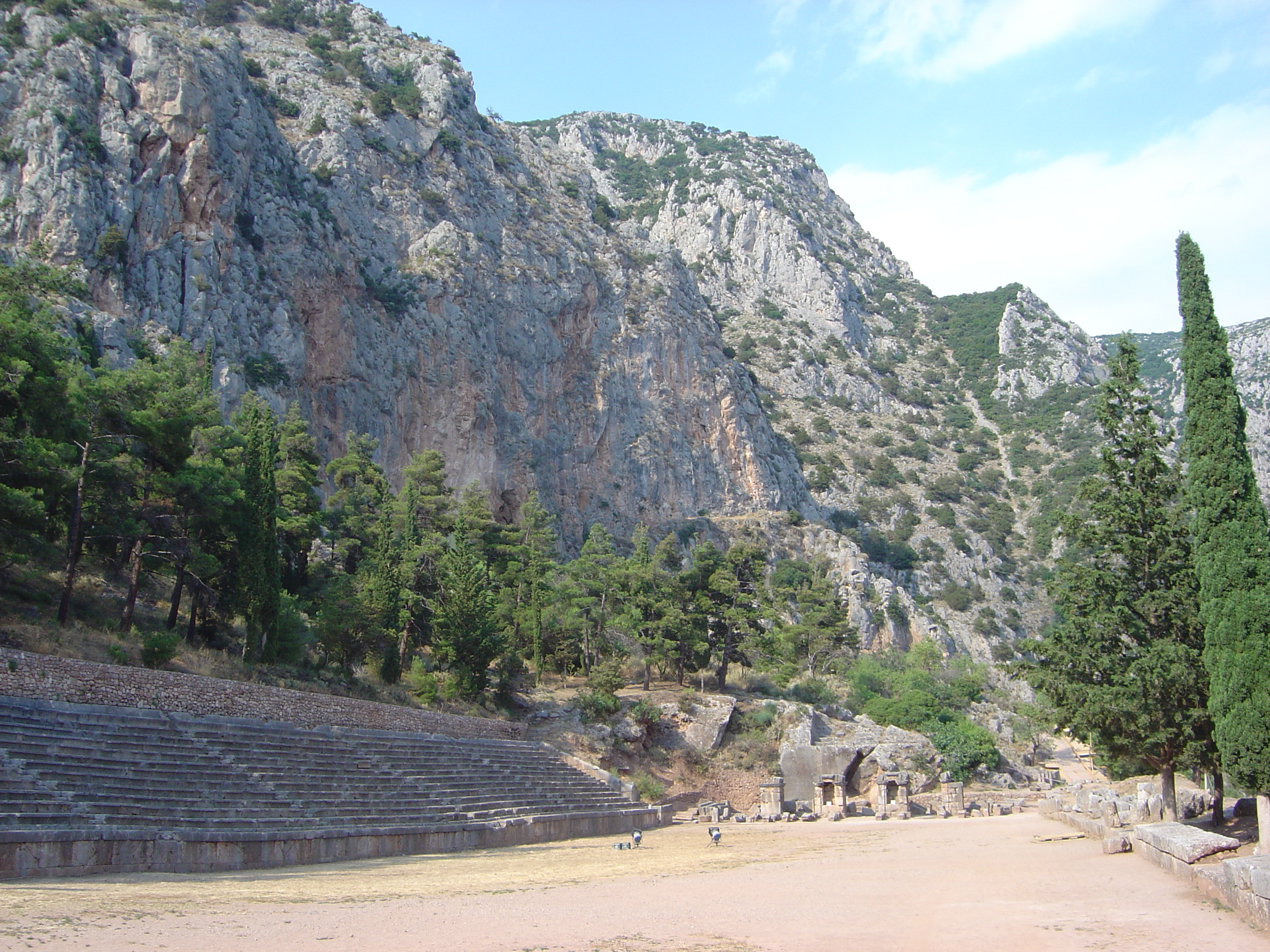
Vista del estadio de Delfos utilizado en los Juegos Píticos. Los escalones de la izquierda fueron añadidos en la época romana.

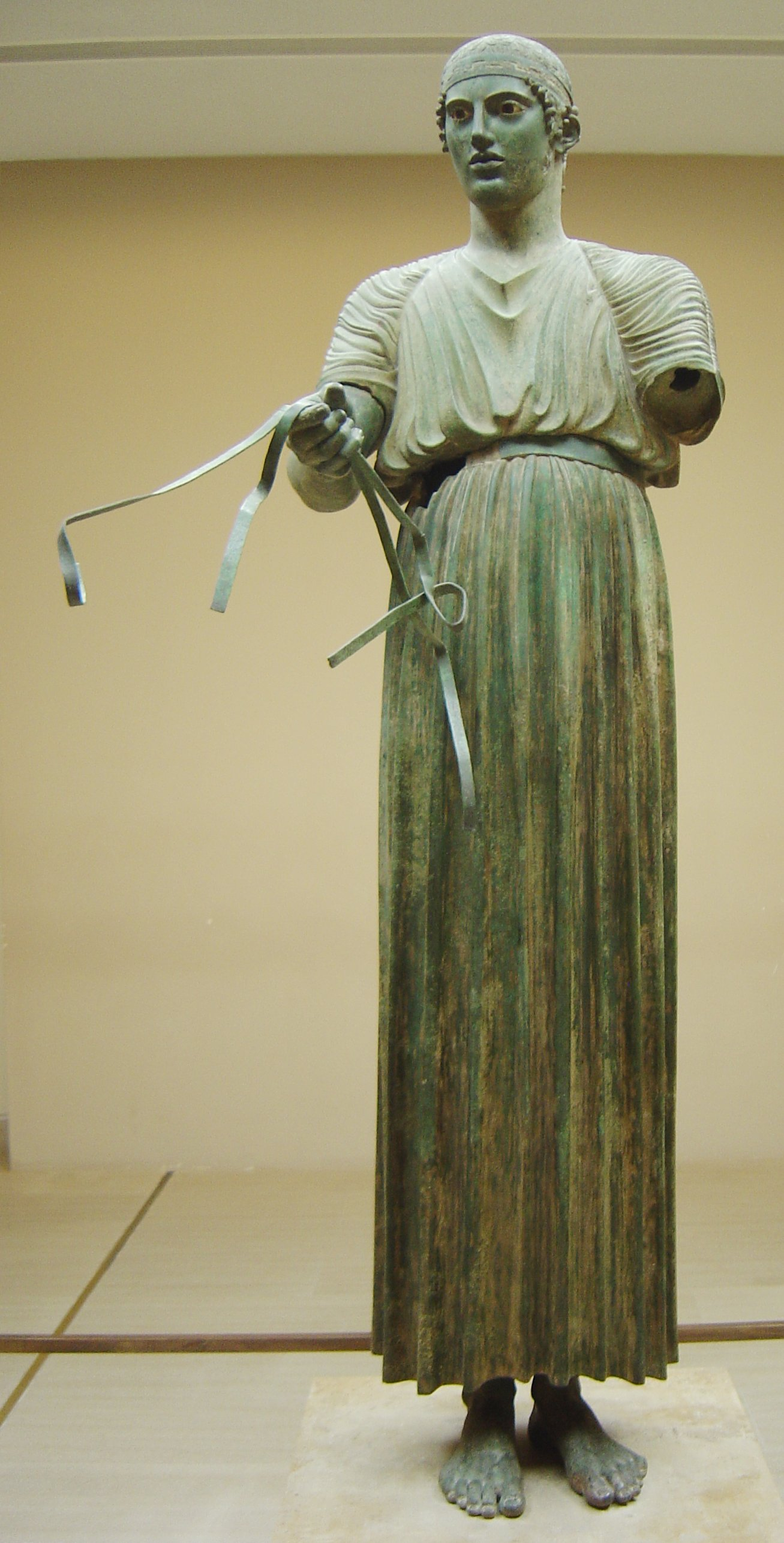
Los Juegos Píticos incluían carreras de carros. El Auriga de Delfos representa a uno de los vencedores de esta carrera.

Según la Crónica de Paros, en 590 a. C. ya tuvo lugar un agon gymnikos khrematites, es decir, una competición gimnástica con premios de gran valor procedentes de botines de guerra, pero desde 582 a. C. fue un agon stephanites, una competición con una corona de laurel como único premio para el vencedor. Esta fecha marca el comienzo oficial de la era de los Juegos Píticos.
Desde entonces se celebraron cada 4 años. Tradicionalmente tenían lugar en el mes de bucatio, el segundo del calendario délfico (agosto-septiembre), el tercer año de cada Olimpíada, puesto que estas también eran fiestas «pentéricas», como las Píticas, que se celebraban cada 4 años. En época romana, el emperador Adriano los movió al cuarto año del ciclo olímpico.

## La tregua sagrada
Antes del inicio de los juegos unos heraldos (teoros) recorrían el mundo griego para proclamar la tregua sagrada, que permitía que los griegos asistieran a los juegos con total inmunidad, incluso en tiempo de guerra. Existía para ello un periodo sagrado, cuya duración exacta se desconoce, que preservaba a los teoros y a los participantes de toda acción bélica. Si una ciudad no aceptaba someterse a esta norma quedaba excluida de la participación en los Juegos Píticos y si, habiéndola aceptado, violaba la tregua, debía afrontar importantes multas y sus representantes eran expulsados.

## Eventos y desarrollo de los Juegos
Rituales
Los juegos duraban varios días. Los primeros se dedicaban a los sacrificios, a las procesiones de los teoros, sacerdotes y participantes al altar de Apolo para ofrecerle una hecatombe, y a un banquete. Puede que también se celebrara una representación, en forma de drama sagrado, de la lucha de Apolo contra  Pitón (mitología) (el primer día, el 6 de bucatio).
Desde un periodo muy antiguo se celebraba la festividad del Estepterio o Septerión. En las Cuestiones griegas Plutarco relaciona esta festividad con una representación de la lucha entre Pitón y Apolo. Apolo, después de matar al dragón, habría huido al valle del Tempe para ser purificado o bien habría sido Pitón quien, una vez herido, huyó y Apolo lo siguió, alcanzándole en el momento en que moría y cuando su hijo, llamado Aix (la cabra), le estaba enterrando. En otro pasaje, Plutarco indica que estos ritos eran realizados para aplacar las iras de los démones por esta muerte.
Claudio Eliano menciona este mismo ritual señalando que se celebraba en conmemoración de la purificación de Apolo por la muerte de Pitón, por lo que un grupo de nobles delfios iban al valle del Tempe cada 8 años, donde realizaban sacrificios y trenzaban coronas de laurel y luego regresaban a Delfos por un camino que se denominaba «ruta pítica» escoltados por habitantes de las regiones que atravesaban. Un relato de Heliodoro describe una procesión, así como sacrificios y un banquete, que eran realizados por los enianes que venían de Tesalia para honrar a Neoptólemo. En la procesión se conducían los animales destinados a los sacrificios; iban también muchachas tesalias con canastas de flores, frutas, pasteles y perfumes, que además danzaban y cantaban; también desfilaban efebos a caballo.
Concursos musicales y poéticos
Posteriormente tenían lugar concursos musicales en el teatro: poemas acompañados con cítara (poema cirédico), una larga pieza de flauta que conmemoraba los 5 episodios de la lucha contra el dragón (nomo pítico), un solo de flauta y de cítara, concursos de poesía, representaciones trágicas y espectáculos de danza.
Con los años se instauraron otras competiciones musicales: intérpretes de cítara (sin canto), para coros cíclicos (para ditirambos, y el coro formado en círculos), para actores de tragedia y comedia.
En alguna época se celebraron también concursos de pintores.
Durante el Imperio romano se añadió la prueba de encomio (poema de alabanza) tanto en verso como en prosa, y una prueba de pantomima. Igualmente hubo la competición para trompeteros y heraldos.
Un destacado citaredo fue Aristónoo que llegó a obtener seis victorias en los Juegos Píticos.
Concursos gímnicos
Después de las competiciones musicales se celebraban las competiciones deportivas: estadio, carrera larga (dólico, 24 estadios de 178 metros), carrera doble (diaulo, de dos estadios), pancracio, lucha, pugilato, carrera con armas, pentatlón (cada atleta se presentaba a las pruebas de carrera, salto de longitud, lucha, lanzamiento de disco y de jabalina).
Pausanias cita a Ecmeas de Parapotamios como el primer vencedor de los primeros juegos que organizaron los anfictiones, en la prueba del pugilato infantil.

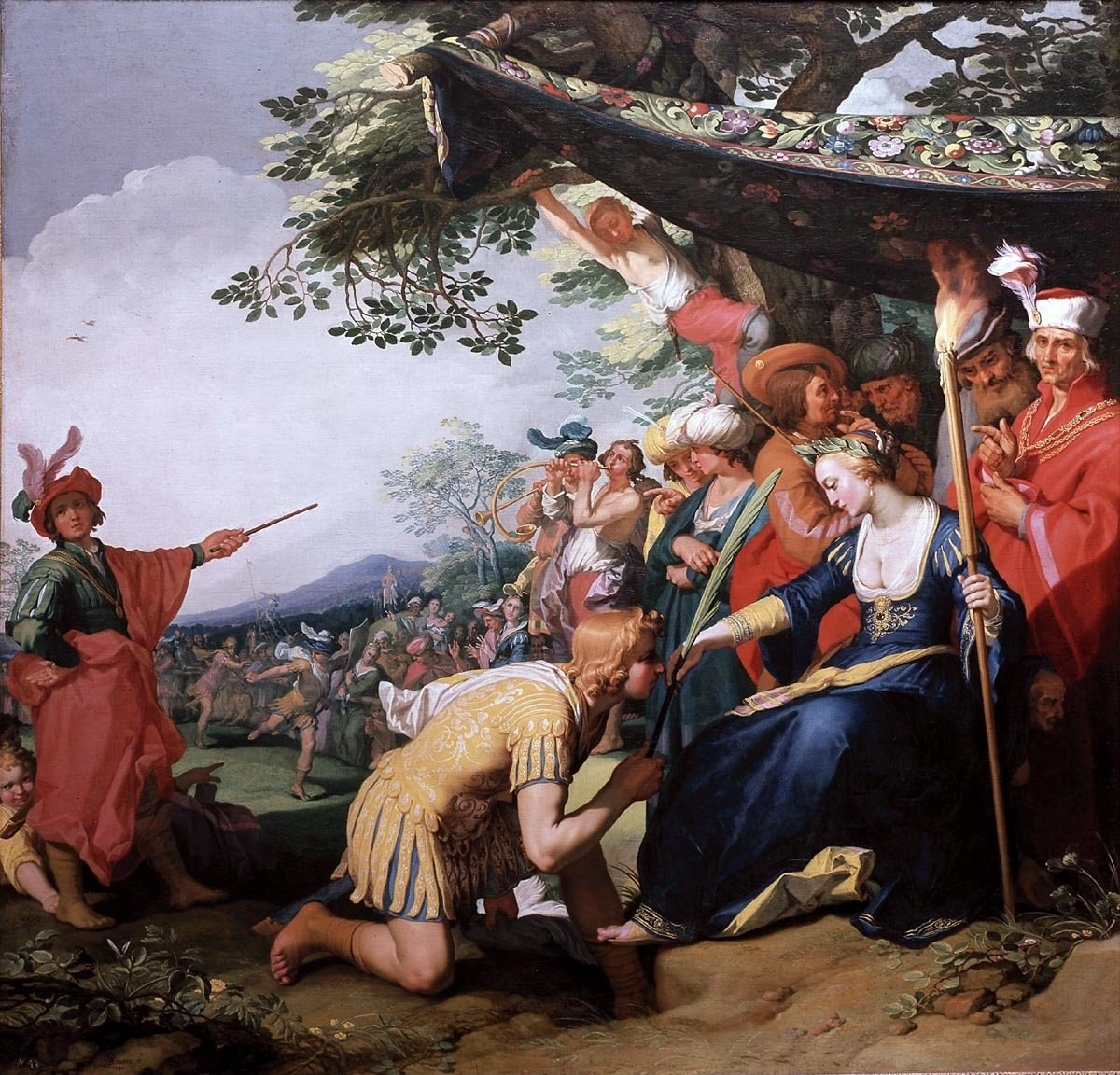
Teágenes recibe la palma de honor, entregada por Cariclea. Óleo sobre lienzo pintado hacia 1626 por Abraham Bloemaert.

La carrera de armas se organizó por vez primera en la 23.ª Pitiada, en la que venció Timéneto de Fliunte. Un relato novelesco del desarrollo de una carrera de armas en los juegos fue narrado por Heliodoro, en el que venció Teágenes y recibió una palma como premio de manos de su amada Cariclea.
También instituyeron el pancracio para jóvenes.
Concursos hípicos
Tras las competiciones gimnásticas se desarrollaban los concursos hípicos: las carreras de caballos, de carro con cuatro caballos (cuadrigas) y con dos caballos (bigas).

El primer vencedor de estas competiciones fue Clístenes de Sición.
Un relato del desarrollo de una ficticia carrera de carros en estos juegos se narra en la tragedia Electra, de Sófocles, en la que Orestes compite contra otros nueve carros y muere de manera accidental, pero se trataba de un engaño para hacer creer a Clitemnestra que su hijo había muerto.
La famosa estatua del Auriga de Delfos, que formaba parte de un grupo escultórico mayor, representa a un ganador de la carrera de cuadrigas de los Juegos Píticos. Según una inscripción, fue dedicado por Polizalo, tirano de Gela. Se discute si Polizalo fue el vencedor o si fue una dedicatoria en honor de su hermano Hierón, cuyas victorias están documentadas a través de poemas de Píndaro y Baquílides.
En la 48.º Pitiada se añadió la carrera de bigas, donde ganó Execéstides de Fócida. Por otra parte, en la 53.ª, se incluyó la carrera de cuadrigas con potros, donde venció Orfondas de Tebas. También instituyeron la carrera de biga con potros y la carrera montado a caballo.
Las competiciones hípicas de los juegos se realizaban en el hipódromo que se hallaba en una llanura que se hallaba en las proximidades de Cirra.
Otros aspectos de los juegos
Se introdujo una nueva categoría, los «imberbes» (ageneioi), cuya edad se situaba entre la categoría juvenil y la adulta.
Se registran victorias de mujeres pero se desconoce si la participación de las mujeres en estos juegos tenía carácter habitual o era esporádica.
Al margen de las competiciones tenían lugar otras manifestaciones: el famoso actor Sátiro (siglo IV a. C.) dio una representación de Las bacantes de Eurípides. Los actores profesionales, agrupados en la Tekhnitai de Dioniso, desempeñaban un papel importante en los agonoi (agones) musicales. 
Al igual que en Olimpia, se compilaron unas listas con los nombres de los pitiónicos (pythionikai), los vencedores de los Juegos Píticos. Cuando un terremoto destruyó los archivos en 373 a. C., se le encargó a Aristóteles rehacer las listas. Con su discípulo Calístenes, acometió la tarea y fueron honrados en un epígrafe que aún se conserva.
Los vencedores recibían una corona de laurel, el árbol de Apolo, aunque, según un relato de Ovidio en los juegos más primitivos se había premiado a los vencedores con coronas de encina. Los premios los asignaba el consejo de la anfictionía, que era también quien organizaba los juegos. Los epimeletas se encargaban de dirigirlos.

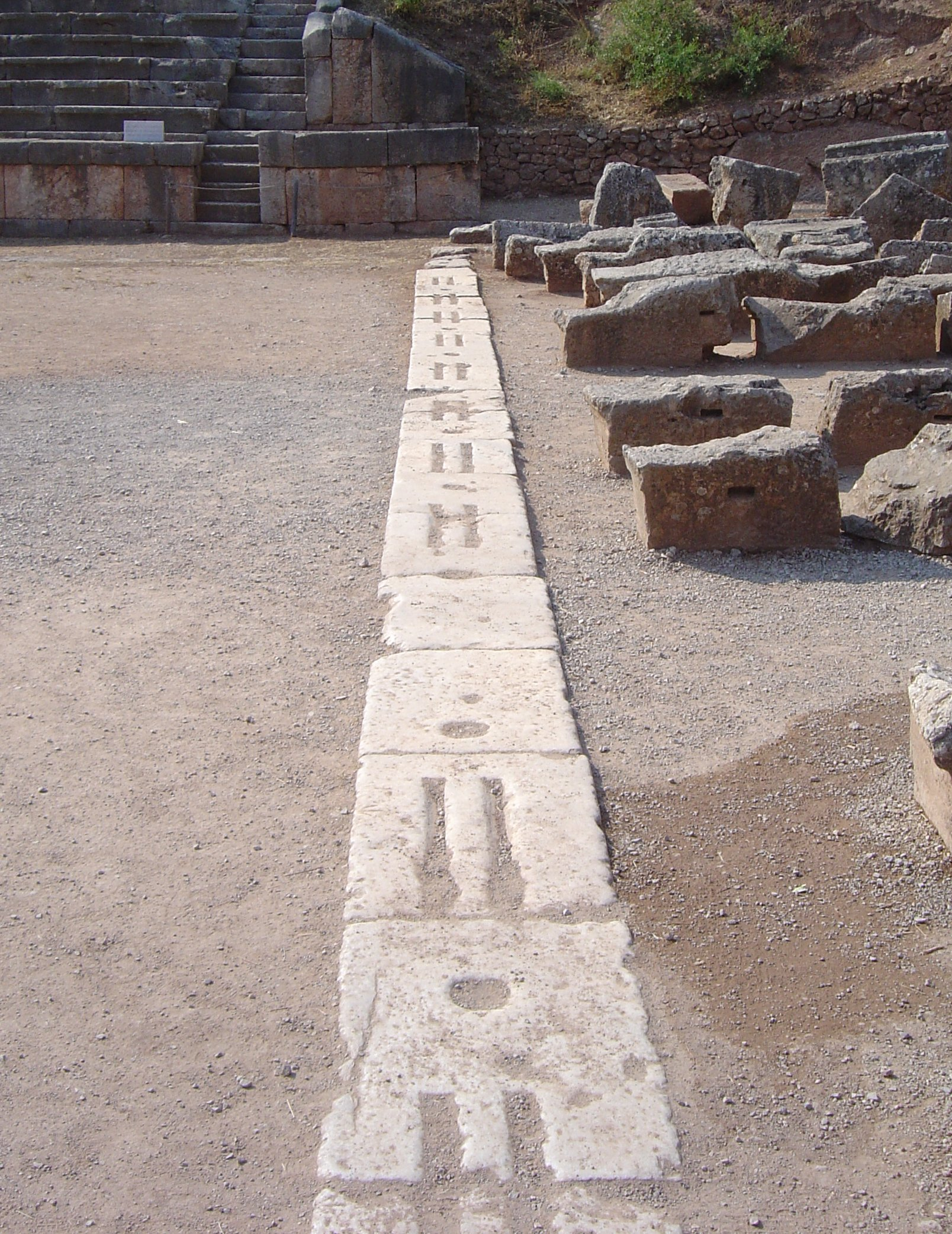
Línea de salida del estadio usado en los Juegos Píticos.

Todas estas competiciones han sido una importante fuente de inspiración de la poesía griega, especialmente de la época clásica. Los vencedores encargaban sus odas a los mejores poetas de su tiempo, fundamentalmente a Simónides de Ceos y a Píndaro. De este último se conservan 12 odas triunfales (epinicios), fragmentos de peanes dedicados a Apolo y ditirambos de carácter dionisiaco.
Al igual que las competiciones olímpicas, las píticas sirvieron de modelo para las llamadas «competiciones isopíticas», que se organizaron en diferentes lugares.
Durante los primeros dos siglos del Imperio romano, los Juegos Píticos estuvieron en pleno auge (Plutarco, entre otros, era epimeleta de los Juegos Píticos). Después fue decreciendo su importancia hasta desaparecer en el transcurso del siglo IV.

## Juegos modernos
- Por iniciativa de Ángelos Sikelianós e inspirados en los antiguos Juegos Píticos, en 1927 y 1930 se celebraron en Delfos dos ediciones de unos modernos festivales que incluían competiciones deportivas y culturales.[42]

- Por otra parte, en 1994 se fundó el Consejo Délfico Internacional con el objetivo de organizar periódicamente unos juegos también inspirados en los antiguos Juegos Píticos, con la intención de fomentar un diálogo intercultural entre todas las naciones. A partir de 1997 se han celebrado varias ediciones de estos Juegos Délficos modernos, algunas específicamente para la juventud, en diversas ciudades del mundo.[43]